# Jacob Rauluni
Pas d'image ? Cliquez ici

a Compétitions nationales et continentales officielles uniquement.

b Matchs officiels uniquement.
Dernière mise à jour le 8 septembre 2018.
Jacob Sekove Rauluni, né le 25 juin 1972 à Suva (Fidji). C’est un joueur de rugby à XV, qui joue avec l'équipe des Fidji, évoluant au poste de demi de mêlée (1,78 m pour 91 kg).
Son père Taito était international fidjien, comme le sera le frère de Jacob, Mosese et leur cousin Waisale Serevi.

## Carrière
Il a disputé le Super 12 avec le Queensland de 1996 à 2002 avant de signer à Rotherham en Angleterre.
En 2006, il joue à Bristol au plus haut niveau du championnat anglais.

### En club
- Queensland 1993-2002
- Queensland Reds Super 12 1996-2002
- Rotherham Titans 2002-2005  Angleterre
- Bristol 2005-2006  Angleterre
- Leeds 2006-2007  Angleterre

### En équipe nationale
Il a eu sa première cape internationale le 8 avril 1995, à l’occasion d’un match contre l'équipe du Canada.
Jacob Rauluni a participé à la coupe du monde 1999 (4 matchs) et à la coupe du monde 2003 (1 match).

## Palmarès
- 49 sélections avec l'Équipe des Fidji de rugby à XV dont 1 fois capitaine
- 6 essais
- 30 points
- Sélections par année : 5 en 1995, 3 en 1996, 3 en 1997, 4 en 1998, 8 en 1999, 3 en 2000, 5 en 2001, 8 en 2002, 2 en 2003, 5 en 2005 et 3 en 2006.